# Smile (album Mai Kuraki)
Smile – jedenasty album studyjny japońskiej piosenkarki Mai Kuraki, wydany 15 lutego 2017 roku. Został wydany w trzech edycjach: regularnej (CD), limitowanej (2CD) i „FC & Musing”. Album osiągnął 4 pozycję w rankingu Oricon i pozostał na liście przez 12 tygodni, sprzedał się w nakładzie 29 716 egzemplarzy.

## Lista utworów
Wszystkie utwory zostały napisane przez Mai Kuraki.
| CD  | CD                                            | CD                                             | CD                             | CD      |
| Nr  | Tytuł utworu                                  | Kompozycja                                     | Aranżacja                      | Długość |
| --- | --------------------------------------------- | ---------------------------------------------- | ------------------------------ | ------- |
| 1.  | „YESTERDAY LOVE”                              | Daikō Nagato, Keiya Kubota                     | Daikō Nagato, Yumeto Tsurusawa | 4:56    |
| 2.  | „Mystery Hero” (jap. ミステリー ヒーロー)     | Akihito Tokunaga                               | Akihito Tokunaga               | 4:06    |
| 3.  | „Garasu no bishō” (jap. 硝子の微笑(スマイル)) | SHIBU                                          | Yōsuke Yamashita               | 4:00    |
| 4.  | „OPEN L♡VE”                                   | Command Freaks, Tesung Kim, Sophia Pae, Jake K |                                | 3:22    |
| 5.  | „SAWAGE☆LIFE”                                 | Alaina Beaton, Bobby Huff                      | TAITO                          | 3:20    |
| 6.  | „I Like It”                                   | Takashi Fukuda, Makoto Wakatabe, Nanna Larsen  | Takashi Fukuda                 | 3:35    |
| 7.  | „MY VICTORY”                                  | Seiji Motoyama, Manabu Marutani, Nanna Larsen  | Seiji Motoyama                 | 3:33    |
| 8.  | „Serendipity”                                 | Akihito Tokunaga                               | Akihito Tokunaga               | 4:17    |
| 9.  | „Make that change”                            | Akihito Tokunaga                               | Akihito Tokunaga               | 4:25    |
| 10. | „Tell me why”                                 | Maxx Song, Yongshin Kim, Casper, 220           |                                | 3:22    |
| 11. | „My way”                                      | Tesung Kim, Maxx Song, Sophia Pae, Jake K      | Shōko Mochiyama                | 4:11    |
| 12. | „Kimi e no uta” (jap. きみへのうた)           | Sidnie Tipton, Shane Pittman, Nash Overstreet  | Nash Overstreet                | 3:39    |

| CD2 (wer. limitowana) | CD2 (wer. limitowana) | CD2 (wer. limitowana)                         | CD2 (wer. limitowana) | CD2 (wer. limitowana) |
| Nr                    | Tytuł utworu          | Kompozycja                                    | Aranżacja             | Długość               |
| --------------------- | --------------------- | --------------------------------------------- | --------------------- | --------------------- |
| 1.                    | „I Like It” (Remix)   | Takashi Fukuda, Makoto Wakatabe, Nanna Larsen | Seiji Motoyama        | 3:24                  |

## Notowania
| Lista                       | Pozycja |
| --------------------------- | ------- |
| Oricon Weekly Albums Chart  | 4       |
| Oricon Monthly Albums Chart | 17      |
| Billboard JAPAN Hot Albums  | 7       |